# زوتی ۲۰۰۸
زوتی ۲۰۰۸ یک کراس‌اوور کوچک ۵ در است که توسط زوتی آتو در چجیانگ چین تولید شده‌است. یک نسخه فیس‌لیفت شده با نام زوتی ۵۰۰۸ به فروش می‌رسد که در بازارهای صادراتی با نام نوماد و هانتر شناخته می‌شود. این خودرو به افتخار بازی‌های المپیک تابستانی ۲۰۰۸ نامگذاری شده‌است.
زوتی ۵۰۰۸ فیس‌لیفت با نام زوتی تی۲۰۰ از سال ۲۰۱۳ با طراحی جلو و عقب جدید و فضای داخلی اصلاح شده تولید شد و تولید این خودرو در سال ۲۰۱۶ به پایان رسید.

## مشخصات
۲۰۰۸ با موتور ۱٫۳ لیتری توان تولید ۱۱۵ نیوتن‌متر گشتاور را دارد و می‌تواند به حداکثر سرعت ۱۴۰ کیلومتر بر ساعت برسد.
۵۰۰۸ با چند مدل از موتورهای چهارسیلندر، ۱۶ سوپاپ ساخت ژاپن، موتورهای ۱٫۳ یا ۱٫۵ یا ۱٫۶ لیتری، با گیربکس دستی یا اتوماتیک، و جعبه‌دنده سی‌وی‌تی که بر روی مدل ۱٫۵ لیتری در دسترس است.

## بازارهای صادراتی
این خودرو در سال ۲۰۰۸ در بازارهای مختلف خارج از کشور از جمله آفریقای جنوبی عرضه شد. در ابتدا با عنوان نوماد با موتورهای ۱٫۳ و ۱٫۵ لیتری فروخته می‌شد، اکنون به عنوان نوماد فیس‌لیفت شده فروخته می‌شود و از همان موتور ۱٫۵ لیتری ۵۰۰۸ استفاده می‌کند، و علیرغم ظاهر آفرودی آن، محور عقب است. 

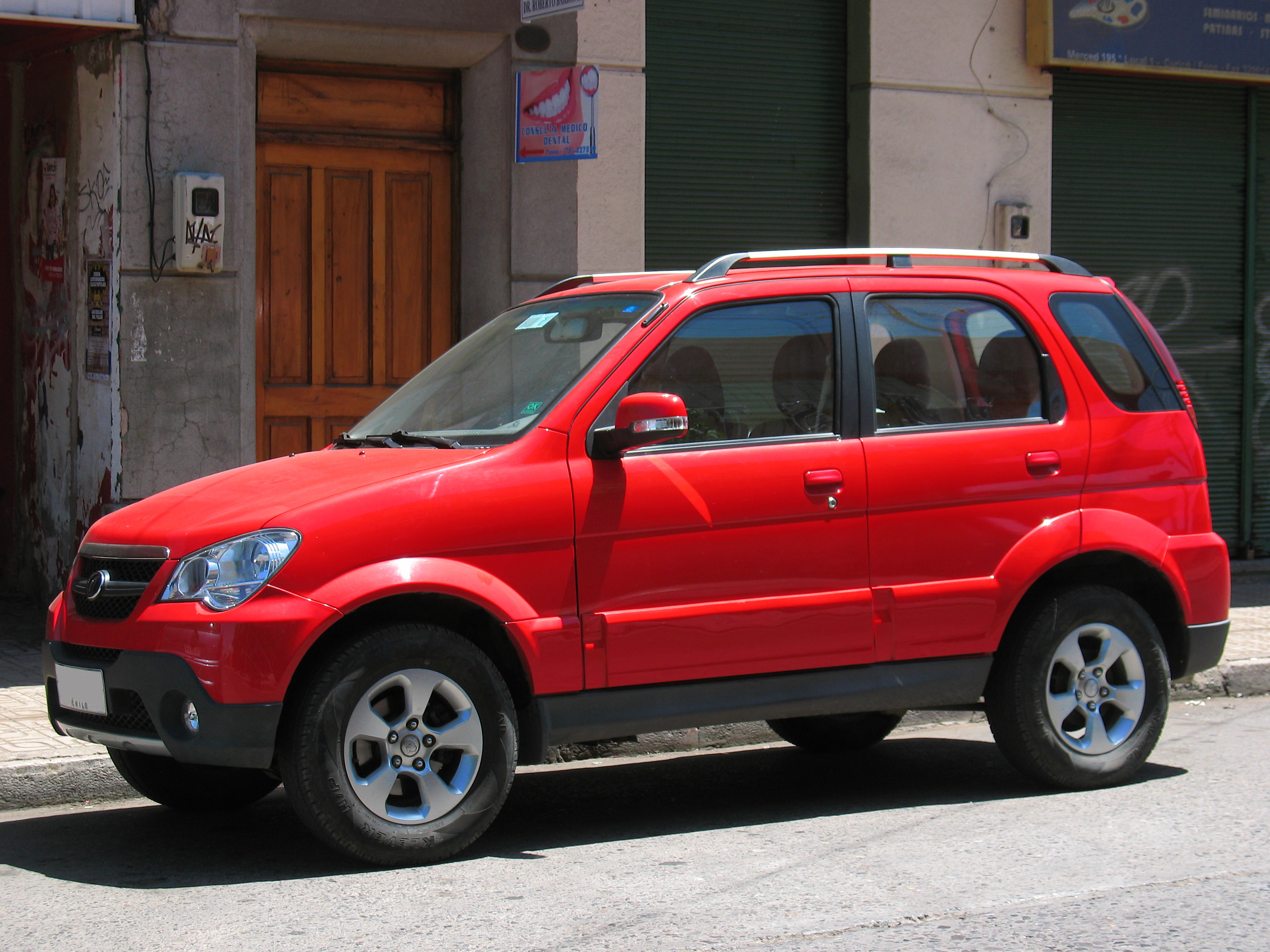
زوتی هانتر
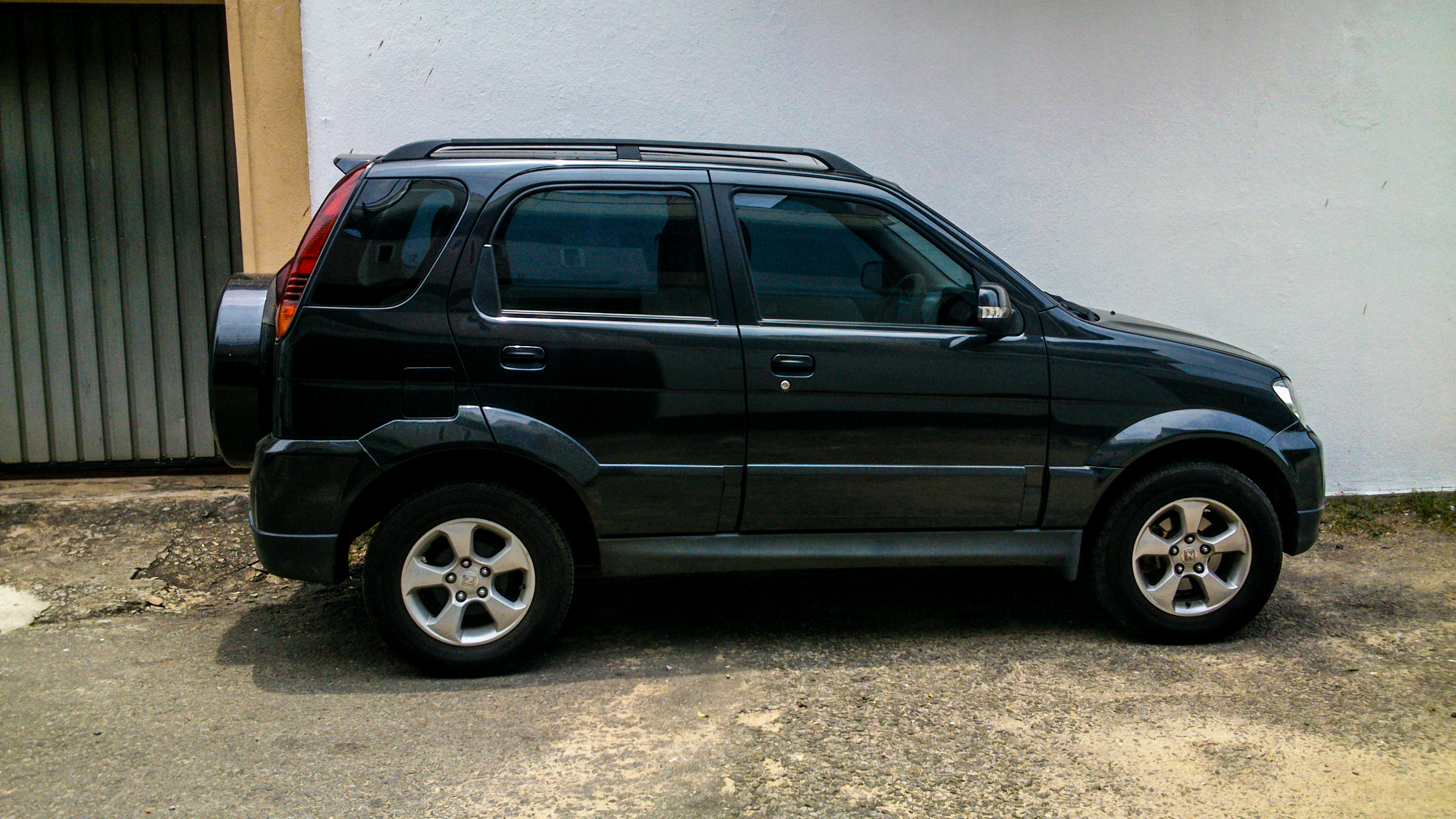
زوتی نوماد
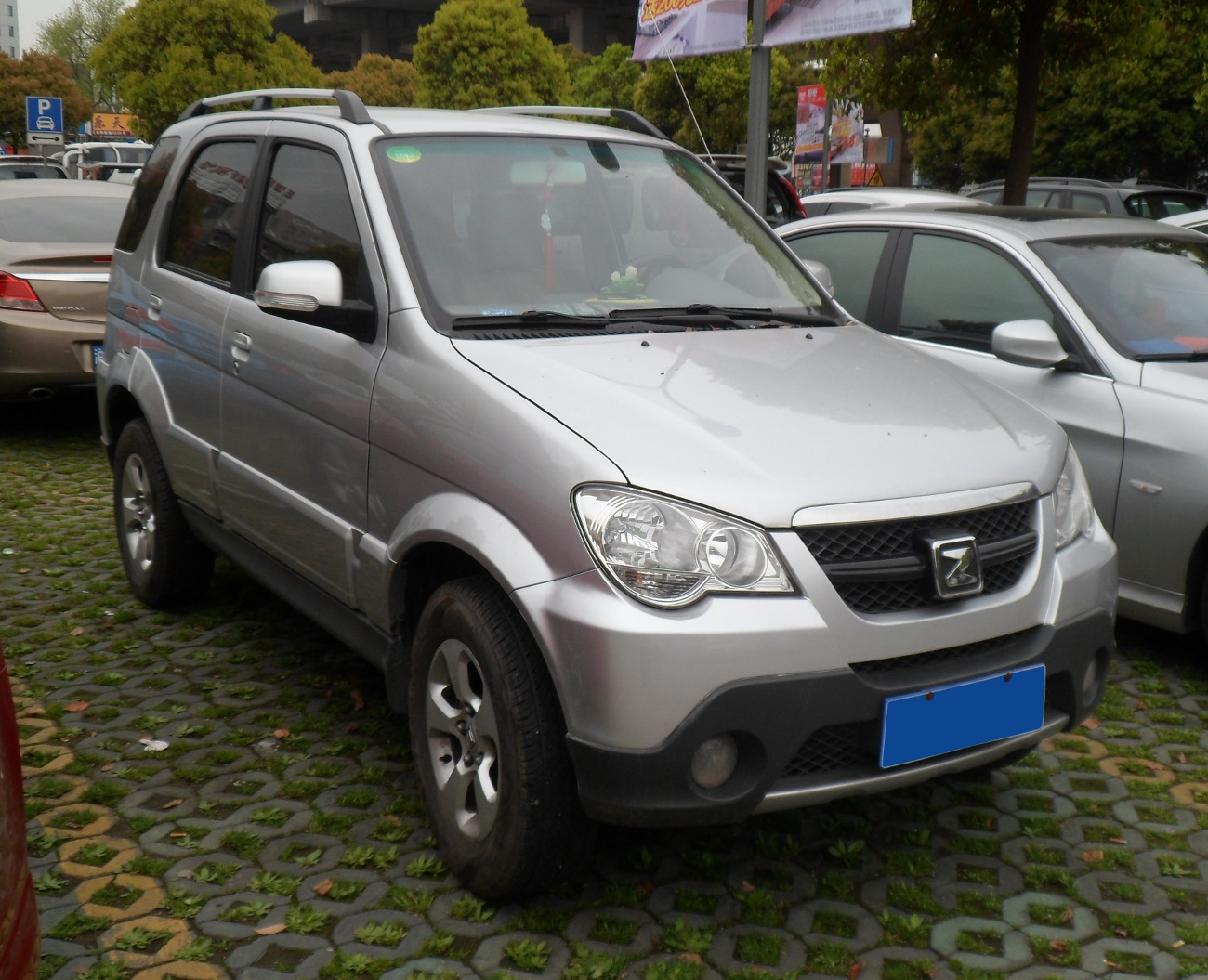
زوتی ۵۰۰۸ (جلو)
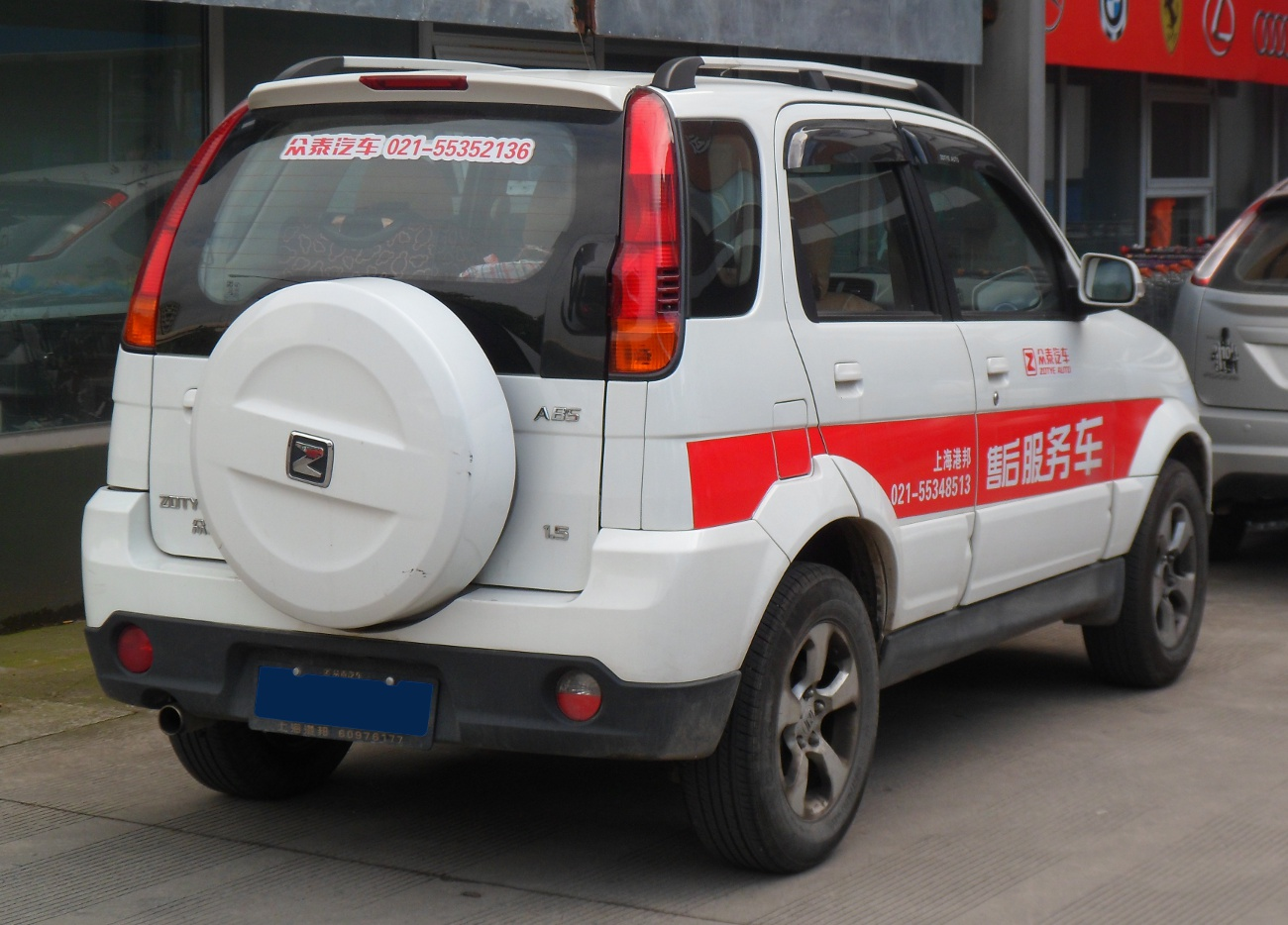
زوتی ۵۰۰۸ (عقب)
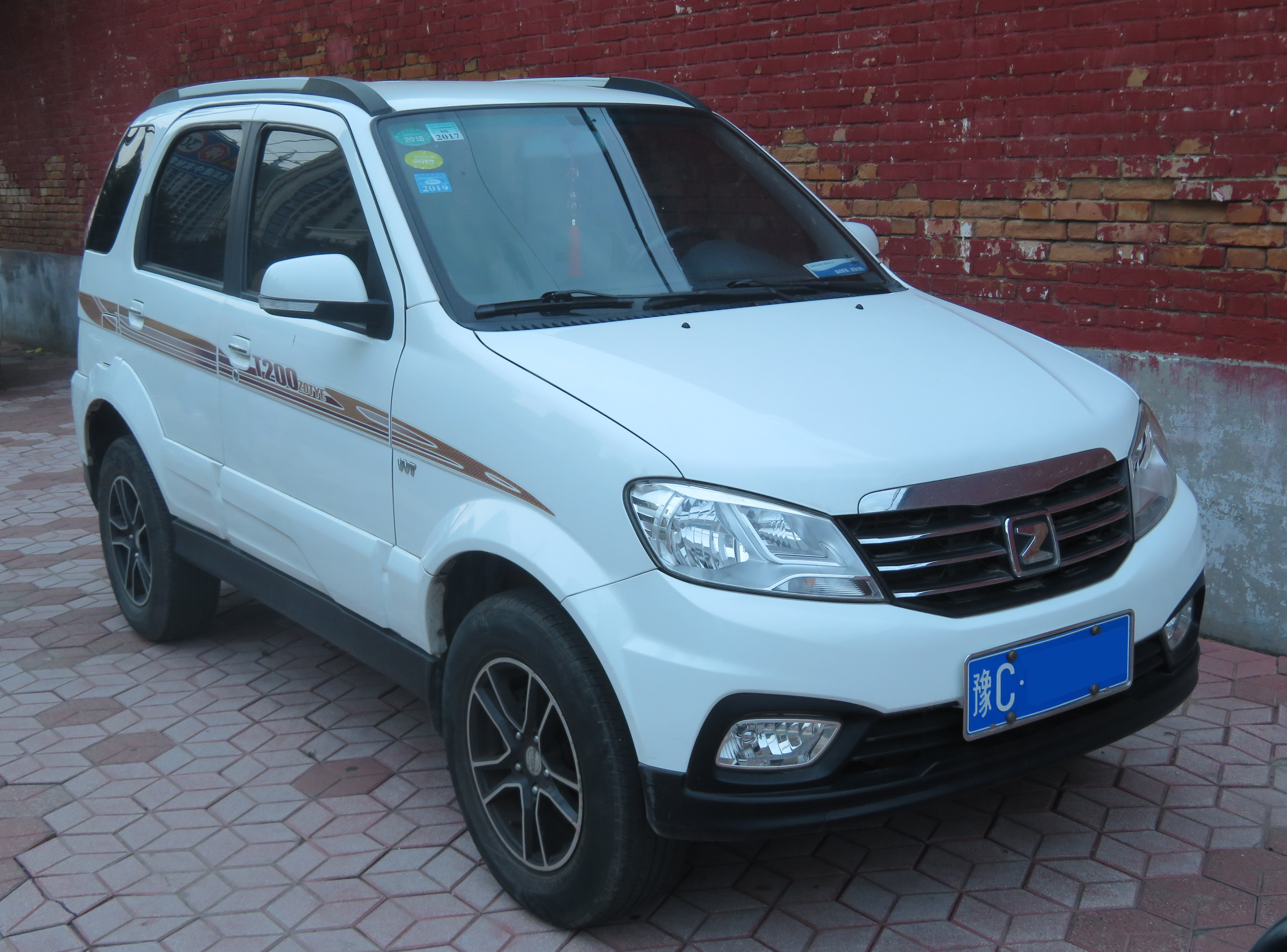
زوتی تی۲۰۰ (جلو)
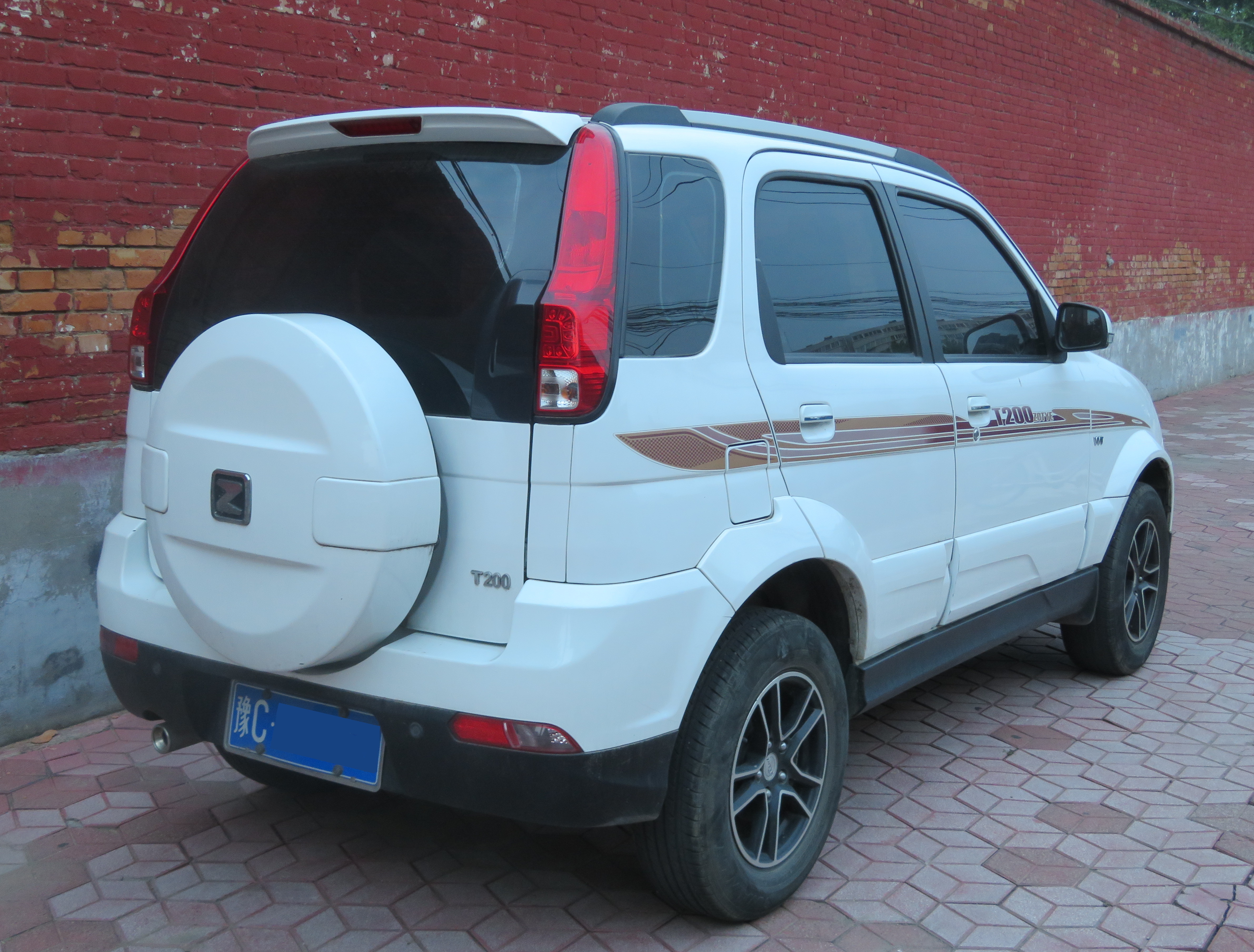
زوتی تی۲۰۰ (عقب)
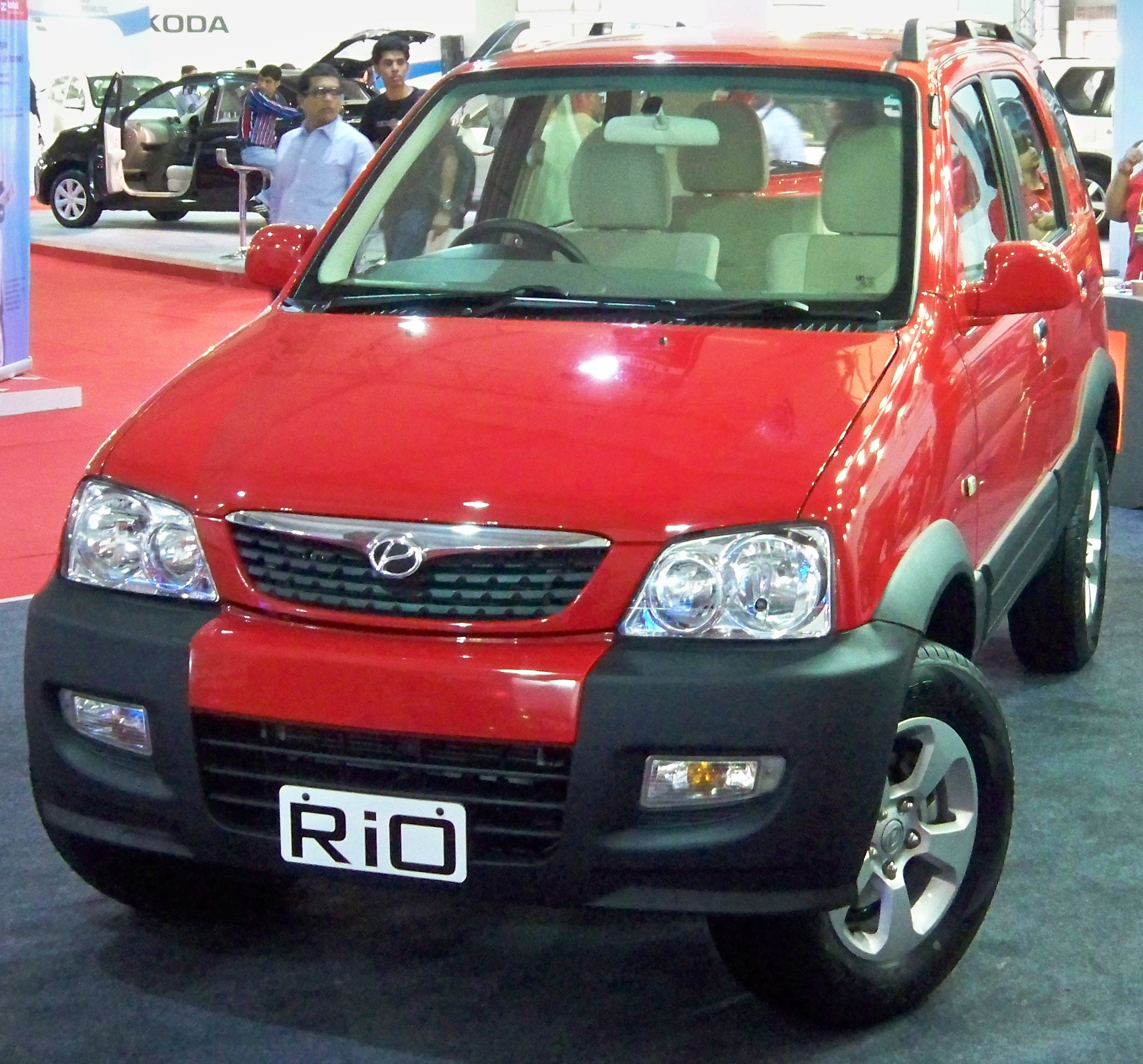
پریمیر ریو (هند)